# Лаутерпахт, Герш
Сэр Герш Ла́утерпахт (нем. Hersch Lauterpacht; 16 августа 1897, Жолква, Галиция, Австро-Венгрия — 8 мая 1960, Лондон) — австрийский, а затем английский юрист и учёный, известный специалист по международному праву, профессор.
Член Британской академии.

## Биография
Родился в г. Жолква в еврейской семье. В 1915—1919 изучал право во Львовском университете.
В 1938—1955 — профессор Кембриджского университета.
В 1945—1946 — юридический консультант американских и британских представителей Нюрнбергского процесса.
В 1952—1954 — член Комиссии международного права ООН.
В 1955—1960 — судья Международного суда ООН в Гааге.
Один из создателей современного международного права: прав человека, геноциду, преступлениями против человечества.
Основной идеей его научной деятельности было претворение в жизнь во взаимоотношениях государств норм международного права.
Лаутерпахт — один из авторов концепции прав человека как нормы международного права.
Был инициатором внесения в Устав ООН пункта про соблюдение прав человека, как одной из основополагающих целей этой организации.
В 1956 получил титул рыцаря Великобритании.
В Кембриджском университете назван в его честь созданный Центр международного права (Lauterpacht Centre for International Law).

## Избранные труды
- The Function of Law in the International Community, Oxford, 1933;
- The Development of International Law by the International Court, London, 1958
- Oppenheim’s International Law, Vol. 1, 8th ed., 1958
- Sir Gerald Fitzmaurice, Hersch Lauterpacht — The Scholar as Judge, Part I. 37 British Yearbook of International Law 1-72, 1961; Part II, 38 British Yearbook of International Law 1-84, 1962; Part III, 39 British Yearbook of International Law 133—189, 1963
- Annual Digest and Reports of Public International Law Cases, Vols. 1-16, subsequently continued as International Law Reports, Vols. 17-24